# Ramiro Vaca
Ramiro Vaca Ponce (Tarija, 1 juli 1999) is een Boliviaans voetballer die in 2021 uitkwam voor Beerschot VA. Na anderhalf seizoen bij Beerschot, keert hij terug naar zijn thuisland. Daar speelt hij sindsdien bij Bolivar. Recordkampioen van Bolivia.

## Clubcarrière
In augustus 2021 ondertekende Vaca een driejarig contract bij de Belgische eersteklasser Beerschot VA.
2 Dagba ·
3 Matthys ·
4 Plat ·
5 Mbe Soh ·
6 Fayed ·
7 Reyners ·
8 Henderson ·
9 Kosiah ·
10 Verlinden ·
11 Krüger ·
13 Doucouré ·
16 Al-Ghamdi ·
17 Al-Sahafi ·
18 Sanusi  ·
19 Thiam ·
21 Vargas ·
25 Colassin ·
26 Tshimanga ·
27 Keita ·
28 Weymans ·
30 Huiberts ·
32 Wright-Phillips ·
33 Shinton ·
42 Martha ·
47 Cagro ·
51 De Stobbeleir ·
55 Nzouango ·
66 Tolis ·
71 Matijaš ·
Coach: Kuijt